# Vészhelyzet (4. évad)
Ez az oldal tartalmazza a Vészhelyzet tévésorozat 4. évadja epizódjainak listáját. Ezenfelül megtalálható a vetítés első időpontja az amerikai NBC csatornán.
| Epizód | Évad | Premier              | Tartalom |
| ------ | ---- | -------------------- | --- |
| 70     | 4x1  | 1997. szeptember 25. | (Ambush / Lesben állva): Kamerákat helyeznek el a sürgősségi osztály minden pontján, hogy az ott folyó, szerteágazó munkát dokumentálják a kívülállók számára is. A felvételek mindenkit más-más módon érintenek, de mód nyílik néhány mondatnyi önvallomásra is a feszített tempójú munka közepette. Morgensternt újabb szívroham éri. |
| 71     | 4x2  | 1997. október 2.     | (Something New / Az újdonság varázsa): Carter nagyon izgatott, mert saját orvostanhallgatót kap. Carol és Mark ezalatt interjúkat készít a pultosi pozíciókra jelentkezők közt. |
| 72     | 4x3  | 1997. október 9.     | (Friendly Fire / Szarva közt a tőgyét): Carol bizalma Dougban megrendül, amikor félreért egy elszólást. Weaver azonnal élni kezd a rábízott hatalommal. Jerry hatalmas baklövést követ el. |
| 73     | 4x4  | 1997. október 23.    | (When the Bough Breaks / Amikor egy ág eltörik): Miután egy iskolai busz balesetet szenved, a Sürgősségi Osztályt elárasztják a sérült gyerekek. Jeanie-nek a kezét kell használnia, hogy megállítsa egy beteg vérzését. Carternek elege van abból, hogy Benton még mindig kezdőként kezeli, és arra kéri, bánjon vele munkatársként. |
| 74     | 4x5  | 1997. október 30.    | (Good Touch, Bad Touch / Jó kapcsolat és rossz kapcsolat): Marknak tanúskodnia kell egy kórházi perben. Jeanie és Al verekedésbe keverednek egy bárban. Carol egy ingyenes betegellátó klinika megnyitásán töpreng. Carter sikeresen diagnosztizál egy súlyos sérültet, azonban Edson elveszi a dicsőséget. Dr. Romano visszaérkezik európai kutatókörútjáról. |
| 75     | 4x6  | 1997. november 6.    | (Ground Zero / Nulla óra): Kerry nyomozni kezd a Synergix után, amely a Sürgősségi Osztály egyik vezetői csoportja. Később arra kényszerül, hogy elbocsátsa Jeanie-t. Al megkéri Jeanie-t, hogy költözzön vele Atlantába. Greene még mindig szenved az őt ért támadás hatásai miatt, ami a betegekkel való viszonyában is megmutatkozik |
| 76     | 4x7  | 1997. november 13.   | (Fathers and Sons / Apák és fiúk): Doug Mark kíséretében Kaliforniába utazik, hogy azonosítsa apja holttestét, és végre pontot tegyen az ügy végére. Miközben Doug apja hagyatéki ügyeit intézi, Mark meglátogatja a családját San Diegóban. |
| 77     | 4x8  | 1997. november 20.   | (Freak Show / Dilibuli): Benton kihasznál egy gyászoló apát, hogy tanulmányt írhasson a fiú belső szerveiről. George Henry majdnem belehal egy allergiás reakcióba. |
| 78     | 4x9  | 1997. december 11.   | (Obstruction of Justice / A hatóság akadályozása): Dr. Cartert letartóztatják, miután nem hajlandó kiszolgáltatni egy helyi eset bizonyítékát. Doug visszatér Kaliforniából. Benton és Corday felfedezik, hogy sok közös vonásuk van. Cynthia fogászatra viszi Rachelt. Jeanie azzal fenyegetőzik, hogy bepereli a kórházat, hogy visszakapja az állását. |
| 79     | 4x10 | 1997. december 18.   | (Do You See What I See? / Látod, amit én látok?): Mindenki azt hiszi, Benton csodát tett, miután látszólag meggyógyít egy vak férfit. Corday ismét Allison Beaumontot operálja. Mark felfedezi Cynthia sötét múltját. Carter rájön, hogy az unokatestvére heroin-függő. Greene egy megerőszakolt idős nőt lát el, és sokat tanul a megbocsátásról. |
| 80     | 4x11 | 1998. január 8.      | (Think Warm Thoughts / Szívélyes gondolatok): Újabb megerőszakolt idős nőt hoznak be az osztályra. Carter behozza az osztályra az egyik tanítványát. Romano összeütközésbe kerül Cordayjel, miután az a megkérdezése nélkül intézkedett Allison Beaumont ügyében. Dr. Anspaugh fiát rákra utaló tünetekkel hozzák be az osztályra. |
| 81     | 4x12 | 1998. január 15.     | (Sharp Relief / Gyors megkönnyebbülés): Carter időt szakít, hogy segítsen Chase-nek leküzdenie heroin szenvedélyét. Doug elárulja Marknak, hogy azt tervezi, feleségül veszi Carolt. |
| 82     | 4x13 | 1998. január 29.     | (Carter's Choice / Carter választása): Carter egy dilemmával néz szembe egy vérhiány miatt, amikor egy sorozatos nemi erőszakot elkövetőnek van szüksége vérátömlesztésre. |
| 83     | 4x14 | 1998. február 5.     | (Family Practice / Családi gyakorlat): Mark apja betegségének hírére Kaliforniába utazik, ám ott azzal kell szembesülnie, hogy ezúttal anyja a beteg. A szokatlanul viselkedő asszony magatartása mögött Mark súlyosabb betegséget sejt. A vizsgálatok időt vesznek igénybe és ez alkalmat ad apának, anyának és fiúnak arra, hogy átgondolják egymáshoz fűződő kapcsolatukat. Mark helyzetét még bonyolultabbá teszi, hogy Cynthia - családtaghoz illően - ugyancsak Kaliforniába siet. |
| 84     | 4x15 | 1998. február 26.    | (Exodus/ Exodus): Miután egy vegyi üzem dolgozói miatt fertőzés kerül a sürgősségire, ki kell üríteni az egész osztályt. Miután Weavert is ledönti a lábáról a méreg hatása, Carter veszi át az irányítást. Doug és Carol a liftbe szorulnak egy beteg gyerekkel. |
| 85     | 4x16 | 1998. március 5.     | (My Brother's Keeper / Testvéri segítség): Több embert is heroin túladagolással szállítanak be, köztük Chase Cartert. Mark megpróbálja megtalálni Cynthiát. Anna egy John Doe nevű beteget lát el, akit egy másik kórházból küldtek át, mert nem volt biztosítása. Doug erőszakkal vádolja meg egy gyerek szüleit, azonban később rájön, hogy a gyerekkel nincs minden rendben. |
| 86     | 4x17 | 1998. április 9.     | (A Bloody Mess / Véres zűrzavar): Morgenstern doktor visszatér az osztályra. Scott Anspagh és Jeannie között egészen bensőséges kapcsolat alakul ki a gyerek betegsége során. Romano nem egykönnyen bocsát meg Elizabethnek. Doug Ross azt tervezi, elhagyja a kórházat. |
| 87     | 4x18 | 1998. április 16.    | (Gut Reaction / Vegetatív reakció): Doug Ross szenvedélyesen harcol a gyermek sürgősségi ellátás beindításáért és ezzel kivívja Weaver doktornő ellenszenvét. Miközben a társaság bankettre készül, Elisabeth gyanakodva figyeli Morgenstern működését. Úgy tűnik, gyanúja nem megalapozatlan, amikor az orvos bizonytalansága miatt Benton karrierje kerül veszélybe. Scotty Anspagh állapota rohamosan rosszabbodik.                                                                   |
| 88     | 4x19 | 1998. április 23.    | (Shades of Gray / Bizonytalanságban): Egy abortuszklinikán történt robbanást követően sok áldozatot hoznak be az osztályra: terhes nőket és abortusz-ellenes tüntetőket egyaránt. Bentont ideiglenesen felfüggesztik, amikor fényt derül az incidensére Morgansternnel. Benton később megcsókolja Cordayt. Scott Anspaugh-t eltemetik. |
| 89     | 4x20 | 1998. április 30.    | (Of Past Regret and Future Fear / Megbánt múlt és jövendő félelem): A sürgősségin sok a munka: egymás után szállítják be a sérülteket. Hathaway egy égési sérülttel tölti az élete utolsó perceit. Dr. Ross egy heronifüggő csecsemőt és drogos anyját látja el. Weaver egy idős párral foglalkozik, akik lehet, hogy AIDS-esek. |
| 90     | 4x21 | 1998. május 7.       | (Suffer the Little Children / Engedjétek hozzám a kisdedeket!): Doug, Carol segítségével megpróbálja detoxikálni a drogfüggő csecsemőt, Josh MacLeant, ahelyett, hogy hazaküldené az anyjával. Jeanie tüdőgyulladás-szerű tüneteket kezd produkálni. Romano rájön, hogy Benton és Corday együtt vannak. |
| 91     | 4x22 | 1998. május 7.       | (A Hole in the Heart / Amikor meghasad a szív): Greene és Weaver megfenyegeti Dougot Josh Mclean illegális kezelése miatt. Dr. Rosher megkedvelteti magát Anspaughval. Corday kap egy levelet Romanotól, hogy nem kezeskedik érte még egy évig. |